# Peder Lykkeberg
Peder Rudolph Lykkeberg (Skanderborg, 11 febbraio 1878 – Copenaghen, 23 dicembre 1944) è stato un nuotatore danese.
Partecipò alle gare di nuoto della II Olimpiade di Parigi del 1900 e vinse una medaglia di bronzo nel nuoto subacqueo, che si basava sia sulla distanza percorsa sott'acqua, sia sul numero di secondi in apnea.